# Nogueira (Vila Real)
Nogueira is een plaats (freguesia) in de Portugese gemeente Vila Real en telt 708 inwoners (2001).